# Asamci
Asamci su jedan od indijskih naroda nastanjen na sjeveroistočnom području Indije u Assamu (oko 15,000.000), i susjednim predjelima Bangladeša (10.800, 2000.) i Butana (182.200, 2000.). Domovina Asamaca je ruralni kraj koji ima blagu klimu pogodnu za agrikulturu, a sastoji se od riječnih dolina, ravnica i šuma. Većina ih živi na selima kao farmeri od uzgoja riže, čaja, krumpira, voća i drugog. Svaki farmer ima svoje rižino polje-kett, na močvarnoj ravnici u blizini svoga doma. Tipično asamsko selo okruženo je gajevima bambusa, banana i mangoa. Slon je najvažnija domaća pitoma životinja čija je glavna namjena da služi kao transportno sredstvo. Ostale seoske aktivnosti Asamaca su košaraštvo, ribolov, a bogatiji imaju i manje trgovinice. 
Mlade djevojke zaručuju se još u 11. ili 12. godini i udaju u 14.  
Oko 80 % Asamaca su hindusi, neortodoksni, a neki međi njima kombiniraju animizam s hinduizmom. Među Asamcima ima i običaja jedenja mesa, strogo zabranjeno u hinduizmu, a odbijaju i obožavanje slonova, koje je također među hindusima uobičajeno.

## Vanjske poveznice
- The Assamese of India